# List 34

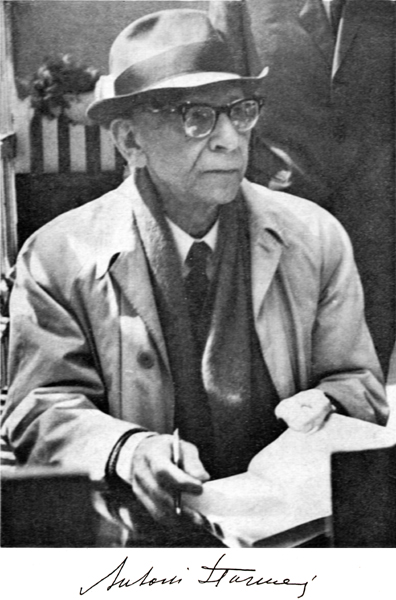
Antoni Słonimski

List 34 – dwuzdaniowy list protestacyjny polskich intelektualistów przeciw cenzurze w PRL, skierowany do premiera Józefa Cyrankiewicza, złożony 14 marca 1964 w Urzędzie Rady Ministrów przez Antoniego Słonimskiego. Nazwa listu odwołuje się do liczby osób, które go podpisały.

## Treść
Do Prezesa Rady Ministrów

Józefa Cyrankiewicza
Ograniczenia przydziału papieru na druk książek i czasopism oraz zaostrzenie cenzury prasowej stwarza sytuację zagrażającą rozwojowi kultury narodowej. Niżej podpisani, uznając istnienie opinii publicznej, prawa do krytyki, swobodnej dyskusji i rzetelnej informacji za konieczny element postępu, powodowani troską obywatelską, domagają się zmiany polskiej polityki kulturalnej w duchu praw zagwarantowanych przez konstytucję państwa polskiego i zgodnych z dobrem narodu.
List podpisali:
1. Jerzy Andrzejewski
2. Maria Dąbrowska
3. Stanisław Dygat
4. Karol Estreicher
5. Marian Falski
6. Aleksander Gieysztor
7. Konrad Górski
8. Paweł Hertz
9. Leopold Infeld
10. Paweł Jasienica
11. Mieczysław Jastrun
12. Stefan Kisielewski
13. Zofia Kossak-Szczucka
14. Tadeusz Kotarbiński
15. Jan Kott
16. Anna Kowalska
17. Julian Krzyżanowski
18. Kazimierz Kumaniecki
19. Edward Lipiński
20. Maria Ossowska
21. Stanisław Cat Mackiewicz
22. Jan Parandowski
23. Stanisław Pigoń
24. Adolf Rudnicki
25. Artur Sandauer
26. Wacław Sierpiński
27. Antoni Słonimski
28. Jan Szczepański
29. Władysław Tatarkiewicz
30. Jerzy Turowicz
31. Melchior Wańkowicz
32. Adam Ważyk
33. Kazimierz Wyka
34. Jerzy Zagórski.

## Opis
Autorem tekstu był Antoni Słonimski, współorganizatorem zbierania podpisów zaś Jan Józef Lipski.
Treść listu była prywatnie rozprowadzana do wielu osób. 23 marca służby MSW próbowały przechwycić wysłane kopie, a u Lipskiego przeprowadzono rewizję, aresztując go na dwa dni. 26 marca informacja o liście pojawiła się w Agencji Reutera, a potem w Radiu Wolna Europa.
18 kwietnia w brytyjskim dzienniku „The Times” ukazał się list krytykujący władze PRL, podpisany przez 21 pisarzy i artystów, m.in. przez Arthura Koestlera i Allana Bullocka. Niedługo potem zrobili to pisarze amerykańscy, m.in. Susan Sontag, William Styron, Hannah Arendt, Saul Bellow, Elia Kazan, Norman Mailer i Arthur Miller, profesorowie Harvardu (13) i Berkeley. Ponadto we włoskim „Il Mondo” wystąpiło 15 intelektualistów włoskich z Alberto Moravią.
W Polsce treść listu (bez listy nazwisk) po dwóch miesiącach opublikowała „Współczesność”.
Z 34 sygnatariuszy Listu prof. Konrad Górski wycofał swój podpis, po czym napisał list do premiera Cyrankiewicza, w którym za wciągnięcie go do tej sprawy obwinił Jerzego Turowicza. List ten został odczytany przez Zenona Kliszkę na zebraniu Związku Literatów.
28 kwietnia dziesięciu z sygnatariuszy Listu 34 podpisało inny list do „The Times”, zawierający stwierdzenie, że List 34 miał mieć charakter wewnętrzny, oraz dyskredytujący prasę zachodnio-niemiecką i Radio Wolna Europa. List podpisali: Aleksander Gieysztor, Konrad Górski, Leopold Infeld, Julian Krzyżanowski, Kazimierz Kumaniecki, Edward Lipiński, Wacław Sierpiński, Jan Szczepański, Władysław Tatarkiewicz i Kazimierz Wyka.
Pomimo tego, polskich intelektualistów poparli intelektualiści z innych krajów i listy poparcia opublikowano we włoskim „Il Mondo”, francuskim „Le Figaro Littéraire”, 13 profesorów Harvardu podpisało list do ambasadora PRL, podobnie postąpili profesorowie Berkeley.

## Represje
Nagłośnienie Listu wywołało nagonkę i represje władz PRL wobec jego sygnatariuszy (zakaz wymieniania ich nazwisk w radiu i telewizji) oraz „Tygodnika Powszechnego” (zmniejszenie nakładu o 10 tys.), 14 pisarzy otrzymało zakaz publikowania, wielu innym odmówiono wydania paszportu.
Najsurowsze represje spotkały Melchiora Wańkowicza, którego aresztowano na kilka tygodni i oskarżono o "rozpowszechnianie fałszywych wiadomości o Państwie Polskim i jego organach". Skazano go na trzy lata więzienia, skrócone po amnestii do półtora roku. Jednak władze, ze względu na protesty w kraju i za granicą, nie zdecydowały się na wykonanie wyroku.
Wobec Jana Józefa Lipskiego zastosowano rewizję, dwudniowy areszt i zakaz publikacji.
Stanisławowi Cat Mackiewiczowi planowano wytoczyć proces o działalność na szkodę socjalistycznego państwa poprzez publikacje w emigracyjnej „Kulturze”. W listopadzie 1965 został usunięty ze Stowarzyszenia Dziennikarzy Polskich. Sprawę umorzono z uwagi na śmierć Mackiewicza w 1966.

### Inne osoby
Osoby nie będące sygnatariuszami, ale mające proces lub wszczęte śledztwo przez List 34:
- January Grzędziński
- Jan Nepomucen Miller

## Kontrlist 600
W odpowiedzi na List 34 z inicjatywy egzekutywy POP Oddziału Warszawskiego Związku Literatów Polskich powstał w kwietniu 1964 roku Kontrlist polskich literatów przeciw „uprawianej na łamach prasy zachodniej oraz na falach dywersyjnej rozgłośni radiowej Wolna Europa zorganizowanej kampanii oczerniającej Polskę Ludową”. Do 12 maja podpisało się pod nim stu kilkudziesięciu literatów, m.in. prezes ZLP Jarosław Iwaszkiewicz, Jan Brzechwa, Igor Newerly, Julian Przyboś, Tadeusz Różewicz, Jarosław Marek Rymkiewicz. Łącznie podpisało go około 600 literatów, jednak część później protestowała, że podpisywała list o innej treści niż ostateczna. Kontrlistu nie podpisali niektórzy ówcześni członkowie PZPR, m.in.: Jacek Bocheński, Kazimierz i Marian Brandysowie, Tadeusz Konwicki, Julian Stryjkowski, Wiktor Woroszylski.